# Hildegard Teutsch
Hildegard Teutsch (* 3. April 1898 in Wilhelmshaven; † zwischen dem 20. und 23. Mai 1977 in Heidelberg) war eine deutsche Politikerin (DemP, FDP). Sie gehörte von 1947 bis 1952 als eine der wenigen weiblichen Abgeordneten dem Badischen Landtag an.

## Werdegang
Die promovierte Studienrätin war die einzige Frau unter den insgesamt neun Abgeordneten der Demokratischen Partei bzw. der FDP, die bei der Landtagswahl vom 18. Mai 1947 in den Badischen Landtag gewählt wurden. Gemeinsam mit Maria Beyerle (CDU), Gerda Schlayer-von Puttkamer (SPD) und Ursula Falck (KPD) gehörte sie zu der kleinen Gruppe von nur vier Frauen, die neben 56 männlichen Abgeordneten im Badischen Landtag vertreten waren. Sie war dort Vorsitzende des Sozialausschusses. Ihr Mandat übte sie bis zum Ende der außerplanmäßig verlängerten Legislaturperiode aus, die erst im Jahr 1952 mit dem Zusammenschluss der bisherigen Länder Baden, Württemberg-Baden und Württemberg-Hohenzollern zum neuen Bundesland Baden-Württemberg endete. Ob sie in der Folge weiterhin politisch aktiv blieb, ist nicht bekannt. Auch über ihren weiteren persönlichen Lebensweg liegen keine Informationen vor.
Hildegard Teutsch starb im Mai 1977 im Alter von 79 Jahren in Heidelberg.

## Ehrungen
- 1952: Verdienstkreuz am Bande der Bundesrepublik Deutschland